# Teorema de Wilson
En matemáticas, particularmente en teoría de números y álgebra abstracta, el teorema de Wilson es una proposición clásica vinculada con la divisibilidad y la primalidad de números enteros. A continuación, se presenta su enunciado: 
| Si p es un número primo, entonces (p − 1)! ≡ -1 (mod p) John Wilson |

La proposición recíproca también es verdadera, por lo que puede afirmarse que un número n> 1 es primo si y solo si (n− 1)! ≡ − 1 (mod n). Sin embargo, solo la implicación de arriba es conocida como teorema de Wilson (o Congruencia de Wilson). Por tanto, el teorema, probado su recíproco, proporciona una condición necesaria y suficiente para que el número entero {\displaystyle k} sea primo.

## Historia
Fue atribuido a John Wilson por Edward Waring, quien en 1770 comentó acerca de que Wilson dejara anotado el hallazgo. No hay evidencia de que Wilson hubiese hallado la demostración, y ciertamente Waring no la halló. Fue Lagrange quien, en 1771 dio la primera demostración. Con toda propiedad, el teorema debe ser atribuido a Abu 'Ali al-Hasan ibn al-Haytham, llamado en Occidente Alhazen, quien lo formuló a comienzos del siglo XI.

## Ejemplo
La siguiente tabla muestra los valores de n desde 2 a 30, (n-1)!, Y el resto al (n-1)! se divide por n. (El resto cuando m se divide por n se escribe m mod n). El color de fondo es de color rosa para los valores primos de n, color verde claro para valores compuestos.
| n>1 | {\displaystyle (n-1)!}          | {\displaystyle (n-1)!\ {\bmod {\ }}n} | -1 mod n |
| --- | ------------------------------- | ------------------------------------- | -------- |
| 2   | 1                               | 1                                     | 1        |
| 3   | 2                               | 2                                     | 2        |
| 4   | 6                               | 2                                     | 3        |
| 5   | 24                              | 4                                     | 4        |
| 6   | 120                             | 0                                     | 5        |
| 7   | 720                             | 6                                     | 6        |
| 8   | 5040                            | 0                                     | 7        |
| 9   | 40320                           | 0                                     | 8        |
| 10  | 362880                          | 0                                     | 9        |
| 11  | 3628800                         | 10                                    | 10       |
| 12  | 39916800                        | 0                                     | 11       |
| 13  | 479001600                       | 12                                    | 12       |
| 14  | 6227020800                      | 0                                     | 13       |
| 15  | 87178291200                     | 0                                     | 14       |
| 16  | 1307674368000                   | 0                                     | 15       |
| 17  | 20922789888000                  | 16                                    | 16       |
| 18  | 355687428096000                 | 0                                     | 17       |
| 19  | 6402373705728000                | 18                                    | 18       |
| 20  | 121645100408832000              | 0                                     | 19       |
| 21  | 2432902008176640000             | 0                                     | 20       |
| 22  | 51090942171709440000            | 0                                     | 21       |
| 23  | 1124000727777607680000          | 22                                    | 22       |
| 24  | 25852016738884976640000         | 0                                     | 23       |
| 25  | 620448401733239439360000        | 0                                     | 24       |
| 26  | 15511210043330985984000000      | 0                                     | 25       |
| 27  | 403291461126605635584000000     | 0                                     | 26       |
| 28  | 10888869450418352160768000000   | 0                                     | 27       |
| 29  | 304888344611713860501504000000  | 28                                    | 28       |
| 30  | 8841761993739701954543616000000 | 0                                     | 29       |

## Demostración

### Usando aritmética modular
Por contradicción, suponga que para un número p ≥ 2 que no es primo la expresión 
{\displaystyle (p-1)!\equiv -1{\pmod {p}}}
se cumple. Dado que p no es primo, existe a ∈ {2, ... , p − 1} tal que a | p, es decir, mcd(a, p) ≠ 1. La expresión anterior se puede reescribir como
{\displaystyle a\cdot \alpha \equiv -1{\pmod {p}}}
siendo
{\displaystyle \alpha =\prod _{1\leq k<p \atop k\neq a}k=1\cdot 2\cdots (a-1)\cdot (a+1)\cdots (p-2)\cdot (p-1).}
Aprovechando el hecho de que (-1)2 ≡ 1 (mod p), se tiene que (a · α)2 ≡ (-1)2 ≡ 1 (mod p). Se deduce entonces que a2 tiene inverso multiplicativo en módulo p, lo cual no puede ser cierto pues mcd(a2, p) ≠ 1, de manera que la suposición inicial de que p no es primo es falsa.

### Usando teoría de grupos
Esta demostración usa el hecho de que si p es un número primo, entonces el conjunto de números G = (Z/pZ)× = {1, 2, ... p − 1} forma un grupo bajo la multiplicación. Esto significa que para cada elemento a de G, hay un único inverso multiplicativo b en G tal que ab ≡ 1 (mod p).  Si a ≡ b (mod p), entonces a2 ≡ 1 (mod p), que se puede factorizar en  a2 − 1 = (a + 1)(a − 1) ≡ 0 (mod p), y puesto que p es primo, entonces a ≡ 1 o −1 (mod p), por ejemplo a = 1 o a = p − 1.
En otras palabras, 1 y p − 1 son cada uno su propio inverso, pero para cualquier otro elemento de  G hay un inverso, también en G, así que si tomamos todos los elementos de G por parejas y los multiplicamos todos ellos juntos, el producto será igual a −1 (módulo p). Por ejemplo, si p = 11, tenemos que:
{\displaystyle 10!=1(10)(2\cdot 6)(3\cdot 4)(5\cdot 9)(7\cdot 8)\ \equiv \ -1\ ({\mbox{mod}}\ 11).\,}
Las propiedades conmutativas y asociativas son usadas en el procedimiento de arriba. Todos los elementos en el producto anterior serán de la forma g g −1  ≡ 1 (mod p) excepto 1  (p − 1), que están al principio del producto.
Si p = 2, el resultado es trivial e inmediato.
Para demostrar el inverso del teorema (ver siguiente sección), supóngase que la congruencia se cumple para un número compuesto n, nótese entonces que n tiene un  divisor propio d con 1 < d < n.  Claramente, d divide a (n − 1)!  pero por la congruencia, d también divide a (n − 1)! + 1, así que d divide a 1, con lo que se llega a una contradicción.

### Usando polinomios
Sea p un número primo. Consideremos el polinomio
{\displaystyle g(x):=(x-1)(x-2)\cdots (x-(p-1)).\,}
Recordemos que si f(x) es un polinomio no nulo de grado d sobre un  cuerpo F, entonces f(x) tiene un máximo de d raíces en F, y recordemos que el conjunto de todos los restos módulo un primo, con las operaciones de suma y multiplicación, es un cuerpo. Ahora, siendo g(x) 
{\displaystyle f(x):=g(x)-(x^{p-1}-1).\,}
Puesto que los coeficientes de mayor orden se cancelan, f(x) es un polinomio de grado  p − 2 como mucho. Por tanto, si tomamos restos módulo p, f(x) tendrá a lo sumo p − 2 raíces módulo p. Sin embargo, a la vista de la definición de f(x), del pequeño teorema de Fermat se sigue que cada elemento 1, 2, ..., p − 1 es una raíz  de f(x) (por lo que, a fortiori, es una raíz de f(x) módulo p). Esto es imposible a menos que  f(x) sea idénticamente cero módulo p, esto es, a menos que cada coeficiente de  f(x) sea divisible por p.
Dado que el término constante de f(x) es justamente (p − 1)! + 1,

## Inverso
El inverso del teorema de Wilson dice que para cualquier número compuesto n > 5, 
n divide a (n − 1)!.
Se deja el caso n = 4, para el cual 3! no es divisible por 4 (es únicamente divisible por 2).
En efecto, si q es un factor primo de  n, de tal manera que n = qa, los números
1, 2, ..., n − 1
incluyendo a − 1 múltiplos de q. Por lo tanto, las potencias de  q que dividen al factorial son al menos n/q − 1; y las potencias que dividen a n son a lo máximo
log n/log q.
La inecuación 
log n/log q ≤ n/q − 1
se cumple en general, excepto para el caso q = 2 y n = 4.

## Test de primalidad
El teorema de Wilson  no se utiliza como test de primalidad en la práctica, ya que para calcular (n − 1)! módulo n para un número n grande es costoso (computacionalmente hablando), y se conocen tests más sencillos y rápidos.
Usando el teorema del Wilson, se tiene que para cada número primo p:
{\displaystyle 1\cdot 2\cdots (p-1)\ \equiv \ -1\ ({\mbox{mod}}\ p)}
{\displaystyle 1\cdot (p-1)\cdot 2\cdot (p-2)\cdots n\cdot (p-n)\ \equiv \ 1\cdot (-1)\cdot 2\cdot (-2)\cdots n\cdot (-n)\ \equiv \ -1\ ({\mbox{mod}}\ p)}
donde p = 2n + 1. Esto se convierte en
{\displaystyle \prod _{j=1}^{n}\ j^{2}\ \equiv (-1)^{n+1}\ ({\mbox{mod}}\ p).}
Así, la primalidad del número se determina mediante los residuos cuadráticos de p.  Esto se puede usar de hecho para probar parte de otro famoso resultado:  −1 es un cuadrado (residuo cuadrático) mod p si p ≡ 1 (mod 4).  Para la suposición, p = 4k + 1 para algún entero k.  Entonces, tomando n = 2k y sustituyendo, se concluye que:
{\displaystyle \left(\prod _{j=1}^{2k}\ j\right)^{2}=\prod _{j=1}^{2k}\ j^{2}\ \equiv (-1)^{2k+1}\ =-1\ ({\mbox{mod}}\ p).}
El teorema de Wilson ha sido utilizado para generar fórmulas para los primos, pero es demasiado lento como para tener valor práctico.

## Generalización
El teorema de Wilson se puede generalizar, como mostró  Carl Friedrich Gauss en su libro Disquisitiones Arithmeticae:
{\displaystyle \prod _{1\leq a<n \atop (a,n)=1}\!\!a\ \equiv \ \left\{{\begin{matrix}-1\ ({\mbox{mod }}n)&{\mbox{si }}n=4,\;p^{k},\;2p^{k}\\\ \ 1\ ({\mbox{mod }}n)&{\mbox{en otro caso}}\end{matrix}}\right.}
donde p es un número primo impar, y k pertenece a los números naturales, es decir, {\displaystyle k\in \left\{1,2,3,...\right\}}. El teorema se generaliza más por el hecho de que en cualquier grupo abeliano finito, ya sea el producto de todos los elementos es la identidad, o precisamente hay un elemento a de orden 2. En este último caso, el producto de todos los elementos es igual a.

### Literatura consultada
- Eric W. Weisstein. «Wilson's theorem.». Consultado el 30 de diciembre de 2008.
- Reid, Constance (2006). From Zero to Infinity: What Makes Numbers Interesting. Massachusetts (USA): AK Peters. ISBN 1568812736.